# Сомолицький потік
Сомолицький потік (словац. Somolický potok) — річка; ліва притока Долинки, протікає в окрузі Турчянські Теплиці.
Довжина приблизно 6,2—7,1 км. Витік знаходиться в масиві Велика Фатра (геоморфологічна підодиниця Брална Фатра) — на висоті приблизно 620 метрів.
Протікає територією сіл Чремошне; Гай і міста Турчянські Теплиці. Впадає в Долинку на висоті приблизно 475 метрів.